# Laguna Woods
Laguna Woods – miasto w Stanach Zjednoczonych, w stanie Kalifornia, w hrabstwie Orange. Według spisu ludności przeprowadzonego przez United States Census Bureau, w roku 2010 miasto Laguna Woods miało 16 192 mieszkańców.